# Хартум (провинция)
Хартум е една от 15-те провинции в Судан и се намира в източната част на страната. Площта на провинцията е 22 142 км², а населението наброява около 7 993 900 души (по проекция от юли 2018 г.), което прави Хартум един от най-гъсто населените провинции в страната. Официалната столица на Судан – Хартум е столица и на провинцията.